# Evergreen (banda)
Evergreen es una banda de punk pop formada en el año 2012 en la ciudad de Hurlingham; la cual permaneció Activa hasta 2013, año en el cual deciden separarse, durante este tiempo el Grupo lanzó su primer Disco, Génesis contando con la Participación de Patrick Steve (Smitten- The Patrones), en 2015 concretaron su Regreso con una nueva Formación y nuevas canciones; Actualmente se encuentran presentando su Segundo Disco TDK (Tiempo de Kambiar).

## Historia

### Origen (2012)
Evergreen se fundó el 21 de septiembre de 2012 en el barrio de Hurlingham (Provincia de Bs.As) por Shosu Díaz como guitarrista y vocalista junto con Lucas Miño (guitarra líder), Julián Reynoso (bajo) y Diego "Pitu" Labanca" (batería); durante esos primeros ensayos surgen las primeras canciones como "Una vez Más", "Olvidándome de Vos" (inédita), "All the Time", entre otras.

### Primera Etapa (2012-2013)
Tras unos ensayos Julián Reynoso deja el puesto de Bajista y quien asume sus rol es Ezequiel Mond con esta Formación (Shosu-Mond-Miño-Labanca) comienzan a hacer Shows por el circuito de Under de Hurlingham demostrando su gran Sonido y potencia en el escenario; esto sumado al carisma de Shosu convirtió al grupo en una banda muy buena.
Durante 2013 también comienzan a Grabar su primer Demo y (en el futuro) lo que sería Génesis con la ayuda y producción a Patrick Steve pero durante los últimos meses de 2013 Lucas Miño abandona la banda siendo Remplazado por Tomas Moreno con quien realizan el Show de Cierre de Año (junto a Stevick y Entre Perros) posterior a esto el Grupo se separa esto debido a que tras este último Show Diego "Pitu" Labanca abandona la banda.

### Post separación y Resurgimiento (2014-2015)
Durante 2014 y debido a la separación de Evergreen los integrantes del Grupo toman diferentes rumbos el más destacado de estos fue el de Shosu Díaz quien con The Shosu Proyect lanza su primer disco solista de los cuales destacan las canciones "Sigo", "1000 Años atrás" y "Crecer"; por otro lado se termina de Grabar Génesis el cual consto de 7 canciones siendo todas muy buena destacando "Una vez más", "Dispara" y "Génesis"
En 2015 se produce el Regreso de la banda a los Escenarios pero con un pequeño cambio de Integrante el Baterista Diego "Pitu" Labanca es reemplazado por Pablo "Vicko" Rodríguez regresando el 21 de septiembre de 2015 (A 3 Años de su creación) demostrando un gran nivel presentando las canciones de Génesis y una canción nueva "Un día Mas" posteriormente se seguirían presentando durante el resto del Año.

### TDK y Actualidad (2016-presente)
Desde 2016 la Banda está presentando y componiendo nuevo Material para lo que será sus Segundo Disco TDK (Tiempo de Kambiar) alguna de estas canciones son "TDK", "Un día Mas" e "Instinto"; a su vez en este año el grupo saca un pequeño Single llamado "Ladrando a mi lado" donde se puede observar una mejora en el Sonido del Grupo y una posible idea de cómo será TDK también realizan varias presentaciones adelantando canciones y promocionando su Disco Génesis de esta forma terminando un año muy productivo para el grupo.
En los primeros días de 2017 Ezequiel Mond (segundo integrante más vigente del grupo tras la salida de "Pitu") abandona el grupo, que quedando temporalmente como Power Trío: Shosu (bajo y voz), Tomas (guitarra y voz) y Pablo Rodríguez (batería); esto continuó por unos shows cuando ingresa al grupo Ricardo "Billy" Rionda; en ese mismo lapso Tomas "Tommy" Moreno deja el grupo; en agosto de 2017 ingresa Franco Castro a la banda el cuál sería expulsado de la banda por falta de disciplina Actualmente es el cantante de la banda Six Pack. 
En 2018 después de haber hecho un par de Fechas la banda pierde a uno de sus emblemas con lo es Pablo "Vicko" Rodríguez quién ahora es cantante de su propia banda llamada December y cofundador de la banda Reese 
Actualmente se encuentran sin baterista.

## Integrantes

### Formación actual
- Shosu Diaz- Guitarra & Voz (2012-presente)
- Ricardo "Billy" Rionda- Bajo (2017-presente)
- Franco Castro- Guitarra (2017-presente)
- Pablo "Vicko" Rodríguez- Batería & coros (2015-presente)

### Exintegrantes
- Tomas Moreno- Guitarra líder & voz (2013) (2015-2017)

- Ezequiel Mond- Bajo & coros (2012-2013) (2015-2017)
- Diego "Pitu" Labanca (2012-2013)
- Lucas Miño- Guitarra líder (2012-2013)
- Julian Reynoso- Bajo (2012)

## Discografía
- Génesis (2014)
- Single MMXVI (Pesha Song) (2016)
- TDK [Tiempo de Kambiar] (A publicarse en 2017)

- Datos: Q30919183